# Orica
Orica es un municipio del departamento de Francisco Morazán en la República de Honduras.

## Toponimia
Orica, significa del vocablo mexicano: "Cerca de la Casa del Ungüento", haciendo referencia a la trementina o resina de árboles.

## Límites
El Municipio de Orica está situado al norte del Departamento de Francisco Morazán, rodeado por la Sierra de Misoco que sirve de división entre el Departamentos de Francisco Morazán y el Departamento de Olancho.
| Orientación | Límite                                      |
| ----------- | ------------------------------------------- |
| Norte       | Municipio de Marale, Francisco Morazán      |
| Sur         | Municipio de Guaimaca, Francisco Morazán    |
| Este        | Municipio de Guayape, Olancho               |
| Oeste       | municipio de San Ignacio, Francisco Morazán |

El Municipio de Orica tiene una extensión superficial de 317.2 km, posee límites naturales bien definidos, por ríos, riachuelos, montañas y cerros, mismos que circundan el Valle Guarabuqui, con una extensión de 16 kilómetros de norte a sur; en donde fue creada la cabecera de Orica a 903 metros sobre el nivel del mar.

## Geografía

### Orografía
Las montañas del municipio son:
- La Montaña de la Flor, sede de la tribu de los tulupanes y cultivada de café,
- La Montaña de Misoco, cultivada de café y diversidad de árboles frutales, se encuentra a la altura "Volcán de Guaymaca", penetrando en el departamento de Olancho.

Otras alturas como El Calichon y El Calichito dos centinelas que guardan la quietud del viejo pueblo de Orica,
- El Cerro Los Guamiles,
- Cerro la Higuera,
- Cerro Azacualpa,
- Cerro El Tule, y
- Cerro El Calderon.

### Valles
Cuenta con dos valles;
- Valle de Orica: donde se encuentra localizada la cabecera municipal al igual que las comunidades de San Marquitos, El Encino, San Cristóbal del Ocotal, Las Animas, El Nance y El Naranjo. También es cruzado en su totalidad por el Río Malaque.
- Valle de Guarabuqui: con una extensión de 16 km de sur a norte, y una anchura de 2 kilómetros de este a oeste. comprende las comunidades de San Francisco de Orica, Guarabuqui, Joya de Quebracho, Guatemalita, Miraldita y Casitas.

### Hidrografía
- Rio Guarabuqui nace en la Montaña de Yerba buena, nace en la montaña de Yoro.
- Rio Mangulile nace en Olancho.
- Rio Malaque nace en la Montaña de Misoco.

## Historia
Hay varias versiones sobre la etimología del nombre de Orica, siempre ligadas a una leyenda en el repartimiento de tierras de don Pedro de Alvarado esta Oricapala que significa Tierra del Ungüento, haciendo alusión al ungüento que hacían los indígenas a partir de la trementina, y a lo largo de los años ha quedado solo Orica. Estas tierras pertenecían a los herederos de Alonso de Cáceres en la Provincia de Cedros.
En el repartimiento de Alvarado, está escrito Oricapala, significa en mejicano "Cerro de La Casa del Ungüento" (donde se hace el ungüento que hacían los aborígenes con la trementina).
Al Municipio de Orica le cabe el orgullo histórico, de ser un municipio por decisión de la Corona Española según documentos llamados: Título Real de los Ejidos de Orica, expedido por Su Majestad Felipe II en el año 1744, este documento fue registrado en Comayagua a los 6 días del mes de septiembre de 1843 firmada por el Ministro de Hacienda Francisco Ferrera, de cuyos documentos se pueden apreciar en el archivo de la Municipalidad local.
En 1889, le dieron categoría de Municipio, en la División Política Territorial de 1889 era un municipio del Distrito de Cedros.

## Economía
Los habitantes del municipio se dedican a la agricultura: cultivan maíz, frijoles, tomate, chile, cebolla, pepino, yuca, la cría de ganado vacuno, caballar, porcinos y otros. También otros habitantes se dedican a la carpintería, a la mecánica, mini empresarios y también existen los talabarteros.

## Infraestructura
Orica se sitúa a dos horas de la ciudad capital, Tegucigalpa, a 108 km. Carretera a Olancho, al kilómetro 78 se desvía de la carretera pavimentada para dirigirse 28 km de carretera de tierra la cual comunica sus aldeas hasta la llegada al municipio,  comunica en su carretera principal con el municipio de Guayape en el departamento de Olancho, al igual que con los municipios de San Ignacio y Marale en el departamento de Francisco Morazán.

### Edificios públicos[5]
- Ministerio Apostólico Avance Misionero (MAAM orica)
- Palacio Municipal
- Centro Cultural
- Parque Central
- Jardin de Niños Elsa Brito de Áreas
- Escuela Urbana Mixta "15 de Septiembre"
- Instituto Técnico "Oscar Armando Flores"
- Centro de Salud "CESAMO"
- Cuerpo de Seguridad Pública
- Iglesia Católica San Francisco de Asís
- Iglesia Evangélica Alfa y Omega
- Biblioteca Municipal
- Estadio Municipal
- Cementerio Municipal
- Suplidora Nacional de Productos Básicos (BANASUPRO)
- Casa de mi patrona preciosa

## Turismo

### Etnia Tolupán
Es el pueblo indígena más antiguo que los mayas; también se les conoce como jicaques. A finales de la época precolombina ya se habían extendido por la costa caribeña desde punta castilla hasta Omoa, y por tierras interiores hasta el río Sulaco.
La palabra jicaque o xicaque fue un nombre dado, en general, a todo indígena no cristianizado, y se les consideraba como gente incivilizada. De acuerdo a algunos cronistas del siglo XVII, Fray Francisco Vásquez oyo decir que los indígenas de Honduras se les llamaban vulgarmente xicaques; no obstante en sus listas de 29 tribus aborígenes de la provincia Vásquez también se halla incluido el término taupanes el cual parece similar a tolupanes o torrupanes que es aceptado en la actualidad.
Los principales rasgos socioculturales son: la lengua, llamada Tol, su traje tradicional "El balandran".

#### Misión cristiana colonial
En el siglo XVII se ubicaron como grupo étnico en las riberas del río Guayape y Guayambre, en el departamento de Olancho. Fue un misionero de nacionalidad española, llamado Manuel de Jesus Subirana quien, en el año de 1864, observando la disminución del número de indígenas debido al proceso de sistemático exterminio colonial, gestionó ante las autoridades los títulos de propiedad para esta población.

#### Ubicación
La comunidad tolupana se ubica en los municipios de Orica y Marale en el departamento de Francisco Morazan, en los municipios de Yorito, El Negrito, Morazan, Victoria y Olanchito en el departamento de Yoro.
El Río Ulua formaba la línea fronteriza entre los mayas y los tolupanes, situándose los primeros, junto a los Lencas, al oeste, y los tolupanes al este.
Antes de la conquista, eran pueblos cazadores-recolectores; luego fueron diezmados debido a los penosos trabajos a los que fueron obligados. Según datos de la antropóloga francoestadounidense Anne Chapman se les calcula una antigüedad de 5000 años.
En la actualidad, las cerca de treinta tribus tolupanes sobrevivientes se encuentran en 6 municipios del departamento de Yoro, y en la montaña de la flor perteneciente a territorio de Orica.
Los tolupanes actuales se estimulan unos 20000 y de todos ellos solo los residentes en la montaña de la flor, orica, mantienen su lengua, el Tol.

#### Economía y subsistencia
En la agricultura los Tolupanes producen granos básico: maíz, frijoles y café. No existe el trabajo comunal, salvo en la montaña de la flor (Orica). Para la subsistencia, se cultiva yuca, camote, papa, banano, malanga, ñame, ayote, papaste, chile, azúcar, tabaco. Tienen tierras escasas, la economía es claramente de subsistencia; la explotación comercial, el despojo de las mejores tierras y la falta de asesoramiento técnico indicen en su raquítico ingreso y generan la pobreza que parecen. Un 90% de sus tierras montañosas son de volcán forestal y ricas en plantas medicinales. Los bosques, abundantes en recursos madereros, son explotados por compañías nacionales y extranjeras, mientras los tolupanes son marginados de dichas actividades. Tal explotación irracional del bosque afecta a la ecología de la zona. Los tolupanes ya no casan en abundancia como en otras épocas, debido a la deforestación del bosque.

## División municipal
Aldeas: 7 (2013)
Caseríos: 84 (2013)
| Código | Aldea                          |
| ------ | ------------------------------ |
| 081401 | Orica (Cabecera del municipio) |
| 081402 | El Encino                      |
| 081403 | El Nance                       |
| 081404 | Guatemalita                    |
| 081405 | La Joya de Quebracho           |
| 081406 | San Francisco de Orica         |
| 081407 | San Marquitos                  |
|        | San Cristóbal                  |
|        | El Naranjo                     |
|        | Piedra Gorda                   |
|        | El Tablón                      |
|        | Las Minitas                    |
|        | El Matapalo                    |
|        | Río Arriba                     |
|        | Guarabuqui                     |

| Código | Caserío                  |
| ------ | ------------------------ |
|        | La Presa                 |
|        | Talanguera               |
|        | La Joya                  |
|        | Guillén                  |
|        | El Potrero               |
|        | La Ilusión               |
|        | El Ocotalito             |
|        | San José Guayabillas     |
|        | Las Animas               |
|        | Bella Vista              |
|        | San Juan                 |
|        | Lavanderos               |
|        | Miraldita                |
|        | Las Casitas              |
|        | Las Flores               |
|        | La Lima                  |
|        | El Nacional              |
|        | El Suyatal (entre otros) |

|         | Nombre                |
| ------- | --------------------- |
| Barrio  | Abajo                 |
| Barrio  | Arriba                |
| Barrio  | El Centro             |
| Barrio  | San Antonio           |
| Barrio  | La Ronda Norte        |
| Barrio  | La Ronda Sur          |
| Barrio  | Miramar               |
| Barrio  | Los Castaños          |
| Barrio  | La Cruz               |
| Barrio  | Lempira               |
| Barrio  | Las Acacias           |
| Barrio  | Miraflores            |
| Barrio  | San Miguel            |
| Barrio  | San Francisco         |
| Barrio  | San Francisco etapa 2 |
| Colonia | Buenos Aires          |
| Colonia | Villa Olímpia         |